# 고창 선운사 범종
고창 선운사 범종(高敞 禪雲寺 梵鐘)은 전북특별자치도 고창군에 있는 종이다. 1973년 6월 23일 전라북도의 유형문화재 제31호로 지정되었다.

## 개요
전라북도 고창 선운사에 있는 조선 후기의 범종으로 높이 103cm, 입 지름 93cm이고, 종을 매다는 고리인 용뉴를 포함한 전체 높이는 129cm이다.
용뉴는 2마리 용으로 만들었다. 한국 범종의 특징인 소리의 울림을 도와 준다는 용통이 없는 대신, 종 윗면에 1개의 구멍을 뚫었고, 어깨부분에는 2줄의 선을 돌렸다. 선 안쪽으로 글씨를 새겼는데, 조선 순조 18년(1818)에 다시 만든 것임을 알려준다.
몸체 중앙에는 3개의 돌출된 선을 둘러 위와 아래로 구분해 놓았다. 윗부분에는 꽃과 덩굴로 장식한 4개의 사각형 유곽대를 만들었고, 그 안에 가운데가 돌출된 모양의 유두를 9개씩 두었다. 유곽과 유곽 사이에는 두 손을 마주 잡은 채 서 있는 보살을 양각하고, 머리위로 8개의 작은 원을 만들어 원안에 범자를 하나씩 새겨 넣었다.
3줄의 선 아래에는 42인의 이름으로 보이는 기록이 있고, 그 아래로 2줄의 선을 둘렀다.
이 종은 신라와 고려 종에서 보이는 유곽과 유두를 가지고 있지만, 용통이 없고 2마리 용으로 만든 용뉴, 몸체 가운데와 종 입구 위에 두른 횡선이 있는 조선 종의 모습을 하고 있다.

## 현지 안내문
이 범종의 높이는 129cm이다. 종신 4곳에는 연화당 화문이 띠를 두르고 있고, 그 유곽 안에는 9개의 연꽃이 있으며 유곽과 유곽사이에는 보살상과 범자를 새겼다. 몸체 가운데 부분에 명문이 있는데 이 글을 통하여 도편수 권동삼과 부도편수 이군술에 의하여 다시 개주되었으며 처영스님이 직접 주조하고 감독하였음을 알 수 있다.

## 같이 보기
- 선운사

## 참고 자료
- 선운사범종 - 국가유산청 국가유산포털